# Sonic the Fighters
Sonic the Fighters, in Nordamerika und Europa früher auch als Sonic Championship bekannt, ist ein Kampfspiel-Computerspiel, das von Sega AM2 entwickelt und erstmals in Japan 1996 als Arcade veröffentlicht wurde. Bei den neueren Veröffentlichungen trug der Titel weltweit einheitlich den Titel Sonic the Fighters.

## Handlung
Sonic und Tails fällt die zunehmende Aktivität der Roboter in letzter Zeit auf. Eine Videobotschaft von Espio the Chameleon zeigt, dass Dr. Robotnik (im Intro des Spiels fälschlicherweise als Dr. Robotonic bezeichnet) im Weltraum eine riesige Weltraumstation namens „Death Egg II“ erschaffen hat, von der aus er die Weltherrschaft an sich reißen will. Um dorthin zu gelangen, hat Tails eine Rakete namens „Lunar Fox“ gebaut, die nur mit der Macht von acht Chaos Emeralds angetrieben werden kann (das Spiel ignoriert die Tatsache, dass es nur sieben Chaos Emeralds gibt). Beim Sammeln der Chaos Emeralds trifft Sonic auf Knuckles, der bei der Weltenrettung helfen möchte. Da die Lunar Fox jedoch nur ein Einsitzer ist, stellt Knuckles die Frage in den Raum, ob Sonic der einzige sei, der dafür in Frage kommt. Mit der Zeit kommen weitere Charaktere hinzu, die sich auch dazu in der Lage sehen, Dr. Robotniks Pläne zu vereiteln. Es wird ein Kampfsportturnier organisiert, bei dem nur der Sieger mit der Macht aller acht Chaos Emeralds mit der Lunar Fox zum Death Egg II fliegt, um Dr. Robotnik zu stoppen.
Je nach Charakterwahl schafft es die jeweilige Spielfigur nach Siegen über die sieben anderen Kämpfer und einer Kopie von sich selbst, die Dr. Robotnik erschafft und auf die Spielfigur hetzt, ehe das Death Egg II erreicht wird. Dort wartet ein Kampf gegen Metal Sonic. Nach einem Sieg über Metal Sonic beginnt das Death Egg II, auseinanderzufallen. In einem finalen Gefecht auf Zeit kann Dr. Robotnik endgültig besiegt werden. Nach den Credits wird gezeigt, dass Dr. Robotnik und Metal Sonic die Flucht vom explodierenden Death Egg II gelingt.

## Gameplay
In Sonic the Fighters übernimmt der Spieler wahlweise die Kontrolle über eine von acht Spielfiguren: Zur Wahl stehen der blaue Igel Sonic, der zweischwänzige Fuchs Tails, der letzte Echidna Knuckles, die Igeldame Amy Rose, Team Chaotix-Mitglied Espio the Chameleon (bekannt aus Knuckles’ Chaotix), Fang the Hunter (bekannt aus Sonic the Hedgehog Triple Trouble und Sonic Drift Racing) und die zwei neuen Charaktere Bean the Dynamite und Bark the Polar Bear, wobei Bean laut dem offiziellen Fighters Megamix Official Guide der Sohn des Videospielcharakters Bin aus dem 1988 ebenfalls vom Entwicklerstudio Sega AM2 veröffentlichten Spiels Dynamite Düx ist (wie Bin als Ente mit Bean einen Specht als Sohn haben kann, bleibt ungeklärt). In den 2012 veröffentlichten Versionen für PlayStation 3 und Xbox 360 kamen Dr. Robotnik und Metal Sonic als spielbare Kämpfer sowie der neue Charakter Honey the Cat (basierend auf den gleichnamigen Charakter aus Fighting Vipers, war bereits im Quellcode der ursprünglichen Version zu finden) hinzu.
In diesem Kampfspiel werden 1-gegen-1-Kämpfe im Stile von Virtua Fighter oder Fighting Vipers ausgetragen. Dabei dient je ein Knopf zum Schlagen, Treten oder Abwehren, wobei jeder Charakter seine eigenen Angriffsmuster und Kombinationsmöglichkeiten hat. Eine Energieleiste am oberen Bildschirmrand, die sich mit jedem eingesteckten Treffer entsprechend leert, zeigt die verbleibende Energie des jeweiligen Kämpfers. Sinkt diese innerhalb des Zeitlimits auf den Nullpunkt, hat der andere Kämpfer gewonnen. Wurde keiner der beiden Kämpfer innerhalb des Zeitlimits besiegt, gewinnt der Kämpfer mit der meisten, verbleibenden Energie. Sind die Energieleisten identisch, endet der Kampf unentschieden. Standardregel ist, dass der Kämpfer, der zwei Duelle für sich entscheiden konnte, den Gesamtsieg erringt. Der gewählte Charakter besiegt alle acht steuerbaren Charaktere (dabei eine Kopie von sich selbst), ehe Kämpfe gegen Metal Sonic und Dr. Robotnik in seinem E-Mech folgen. Das Spiel beinhaltet zehn Kampfarenen (South Island, Flying Carpet, Aurora Icefield, Mushroom Hill, Canyon Cruise, Casino Night, Dynamite Plant, Giant Wing, Death Egg's Eye und Death Egg's Hangar) und einen Mehrspieler-Modus.

## Entwicklung
Während der Entwicklung des Entwicklerstudios Sega AM2 am Arcade-Kampfspiel Fighting Vipers fiel dem Entwickler Yu Suzuki auf, dass ein anderer, nicht erwähnter Entwickler zum Zeitvertreib in seinen Pausen 3D-Modelle von Sonic und Tails anfertigte und diese letzten Endes sogar spielbar machte. Yu Suzuki gab den Prototyp an Sega AM2-Teamleiter Hiroshi Kataoka weiter, der Potenzial in der Idee sah, jedoch zunächst Zweifel daran hatte, ob es Sonic-Erfinder und Sonic-Team-Oberhaupt Yūji Naka in Ordnung fände, wenn sich seine Charaktere untereinander bekämpften. Dieser war von der Idee jedoch sehr angetan, half bei der Charaktermodellierung und so begannen noch während der Entwicklung von Fighting Vipers parallel die Arbeiten an einem Sonic-Kampfspiel. Die ursprünglichen 3D-Modelle von Sonic und Tails waren noch immer im Quellcode der finalen Version von Fighting Vipers zu finden.
Auf der AOU Show 1996 befand sich eine spielbare Version von Sonic the Fighters, die laut eigenen Angaben zu 50 % fertiggestellt sei. Nach der Veröffentlichung des Arcade-Automaten war zunächst ein Port für das Sega Saturn geplant, der aber nie zustande kam.

## Neuveröffentlichungen und Nachfolger
Nachdem der Sega Saturn-Port von Sonic the Fighters aus unbekannten Gründen nicht zustande gekommen war, blieb das Spiel lange Zeit Arcade-exklusiv. Erst mit der 2005 veröffentlichten Sonic Gems Collection für Nintendo GameCube und PlayStation 2 konnte das Spiel auch zuhause gespielt werden. Im Jahre 2012 folgten Versionen für das PlayStation Network der PlayStation 3 und Xbox Live Arcade für Xbox 360, wobei diese neueren Versionen zusätzlich Metal Sonic, Dr. Robotnik und den ursprünglich geplanten Charakter Honey the Cat spielbar machten.
Sonic the Fighters hat keine direkten Nachfolger, da das 2003 für Game Boy Advance erstveröffentlichte Sonic Battle sowie die Super-Smash-Bros.-Spiele mit Sonics Beteiligung zwar Kampfspiele darstellen, sich aber deutlich von Sonic the Fighters unterscheiden.

## Rezeption
Zur Erstveröffentlichung wurde Sonic the Fighters dafür gelobt, das immer beliebter werdende Kampfspiel-Genre zu vertreten, ohne zu ernst oder aggressiv zu erscheinen. Die Fachpresse der GamePro verglich die Animationen mit den Cartoons der Looney Tunes. Bei den Neuveröffentlichungen wurde der fehlende Tiefgang und der relativ geringe Umfang angemerkt.